# سگ طبقه کارگر
«سگ طبقه کارگر» (به انگلیسی: Working Class Dog) آلبومی از هنرمند اهل ایالات متحده آمریکا ریک اسپرینگفیلد است که در سال ۱۹۸۱ میلادی منتشر شد.